# Idaea fissilinea
Idaea fissilinea là một loài bướm đêm trong họ Geometridae.